# Quartier du Val Duchesse
 (août 2025).
Pour les articles homonymes, voir Val Duchesse.
Le quartier du Val Duchesse (en néerlandais : Hertoginnedal) est un quartier résidentiel réputé de Bruxelles, à la limite des communes d'Auderghem et de Woluwe-Saint-Pierre. Situé entre l'avenue de Tervueren, la chaussée de Tervueren et le domaine du château de Val Duchesse, dont son nom est issu, ce quartier est l'un des plus prestigieux et des plus beaux de la capitale belge. Il se trouve également à l'orée de la forêt de Soignes et à proximité de l'abbaye du Rouge-Cloître.
Le Val Duchesse doit plusieurs de ses rues au baron Charles Dietrich, propriétaire du château de Val Duchesse, qui a investi dans la création des avenues autour de son domaine. En 1915, le baron finança notamment la construction de l'avenue Valduchesse, de la drève des Deux Moutiers et de la drève du Prieuré, ainsi que l'aménagement du rond-point Sainte-Anne. Le quartier est également parcouru par le chemin de Putdael, l'avenue du Putdael, l'avenue Cardinal Micara et la drève Aleyde de Brabant.
Fin XIXe siècle, le quartier du Val Duchesse était composé de grandes propriétés et de châteaux, parmi lesquels le château Waucquez, le château des Charmes, le château Madoux, la villa Gheude ou encore la villa Schoutenhof. Ce quartier est composé de luxueuses villas habitées par la bourgeoisie bruxelloise, ainsi que par de nombreux diplomates et hommes d'affaires étrangers. Plusieurs États étrangers y ont implanté leur ambassade.
Voisin du château de Val Duchesse, le château Sainte-Anne abrite le club d'affaires International Club Château Sainte-Anne, réunissant diplomates, expatriés et hommes d'affaires, et dont le président d'honneur est Philippe de Belgique.

### Personnalités liées au quartier
- Didier Bellens, chef d'entreprises belge, y vécut;
- Duchesse Adélaïde de Bourgogne, épouse du duc Henri III de Brabant, fut la fondatrice du prieuré de Val Duchesse;
- Henri de Brouckère, premier ministre belge et bourgmestre d'Auderghem, y vécut;
- Baron Eugène Amour de Cartier, bourgmestre de Watermael-Boitsfort, fut propriétaire du Château de Val Duchesse;
- Vicomte Étienne Davignon, ministre d'État et homme d'affaires belge, y vit;
- Baron Charles Dietrich, financier, fut propriétaire du Château de Val Duchesse;
- Baron Édouard Louis Joseph Empain, industriel et général belge, y vécut et l'une des avenues porte son nom;
- Carl Herrmann-Debroux, bourgmestre d'Auderghem, y vécut;
- Charles Madoux, bourgmestre d'Auderghem, y vécut;
- Monseigneur Clemente Micara, cardinal italien et nonce apostolique, l'une des avenues porte son nom;
- S.E. Rodrigo de Saavedra y Vinent, marquis de Villalobar, ambassadeur d'Espagne, l'une des avenues porte son nom et une statue en son hommage y a été érigée;
- Charles Waucquez, industriel belge, y vécut.

### Monuments et patrimoine
- Chapelle Sainte-Anne;
- Château Sainte-Anne;
- Villa Gheude;
- Château des Orchidées ou Château Madoux;
- Villa Schoutenhof;
- Château de Val Duchesse;
- Prieuré de Val Duchesse.

## Sources bibliographiques
- Thierry Demey, La ceinture verte de Bruxelles, Bruxelles, Badeaux, 2006, p. 43-83